# Luca Melchiore Tempi
Luca Melchiore Tempi (Florença, 13 de fevereiro de 1688 - Roma, 17 de julho de 1762) foi um cardeal do século XVIII.

## Biografia
Nasceu em Florença em 13 de fevereiro de 1688. De família patrícia. Terceiro dos quatro filhos do senador Ludovico Tempi, marquês de Barone, gentiluomo de câmara do grão-duque Cosimo III de Florença; e Maria Maddalena Albizzi, dos marqueses de Castelnovo. Os outros irmãos eram Leonardo, Benedetto e Caterina. Seu primeiro nome também está listado como Gianfrancesco; e o segundo como Melchiorre. Seu sobrenome também está listado como Tempius. Tio do cardeal Francesco D'Elci (1773).
Enviado a Roma, estudou no Seminário Romano; e mais tarde, na Universidade de Pisa, onde obteve o doutorado in utroque iure , direito canônico e civil, em 11 de maio de 1713..
Terminados os estudos, foi para Roma e aprendeu a prática da Cúria Romana sob a direção do advogado Giacomo Lanfredini, futuro cardeal, seu compatriota. Protonotário apostólico. Referendário dos Tribunais da Assinatura Apostólica da Justiça e da Graça, 13 de agosto de 1716. Governador da cidade de Faenza, 3 de junho de 1719. Vice-legado em Ferrara, julho de 1721. Vice-legado em Bolonha, 23 de março a junho 14 de 1724. Governador da cidade de Fano, 23 de fevereiro de 1725. Governador da cidade de Ancona, 9 de novembro de 1730. Governador da cidade de Viterbo, 13 de setembro de 1734..
Ordenado em 31 de março de 1736..
Eleito arcebispo titular de Nicomédia em 11 de abril de 1736. Consagrada em 15 de abril de 1736, igreja de S. Giovanni dei Fiorentini, Roma, pelo cardeal Giovanni Antonio Guadagni, OCD, vigário geral de Roma e seu distrito, assistido por Giuseppe Feroni, titular arcebispo de Damasco, e por Francesco Ginori, bispo de Fiesole. Núncio na Bélgica, 19 de novembro de 1736 (1) . Assistente do Trono Pontifício, 10 de dezembro de 1742. Núncio em Portugal, de 22 de janeiro de 1744 a 1º de outubro de 1754..
Criado cardeal sacerdote no consistório de 26 de novembro de 1753; o papa enviou-lhe o barrete vermelho com um breve apostólico de 1º de dezembro de 1753; recebeu o chapéu vermelho em 17 de julho de 1755; e o título de Ss. Quirico e Giulitta, 21 de julho de 1755. Atribuído à SS. CC. dos Bispos e Regulares, Sagrada Consulta , Imunidade Eclesiástica e Propaganda Fide. Optou pelo título de S. Susanna, em 24 de maio de 1756. Optou pelo título de S. Croce in Gerusalemme, em 23 de maio de 1757. Participou do conclave de 1758 , que elegeu o Papa Clemente XIII. Camerlengo do Sagrado Colégio dos Cardeais, de 16 de fevereiro de 1761 a 25 de janeiro de 1762. Ele foi descrito comouomo pleno di umanità, e di beneficência, di intigri, e moderati costumi, e di un genio talmente placido, e tranquilo, que no si sarebbe, nè tubato, nè comosso per qualsivoglia sinistro incontro (2 ).
Morreu em Roma em 17 de julho de 1762. Exposto na igreja de S. Maria sopra Minerva, onde decorreu o funeral, e sepultado a meio do seu título, sob uma lápide tumular bem adornada com honroso epitáfio, colocada pelo Marquês Luigi Tempi, seu sobrinho.